# Banque en ligne
 (juillet 2015).
 (novembre 2015).
Si vous disposez d'ouvrages ou d'articles de référence ou si vous connaissez des sites web de qualité traitant du thème abordé ici, merci de compléter l'article en donnant les références utiles à sa vérifiabilité et en les liant à la section « Notes et références ».
Un service bancaire en ligne est l'accès aux services bancaires depuis une interface interactive, par exemple un navigateur web. Selon les époques, son accès peut s'effectuer par minitel, par téléphone, depuis un guichet automatique bancaire (GAB), par ordinateur ou grâce à un assistant personnel (PDA) ayant l'Internet.
Sa disponibilité permet l'accès aux comptes, d'effectuer des transactions ou d'obtenir des informations financières récentes. La connexion se fait généralement par accès sécurisé. La banque électronique est un mode d'accès interactif à des banques ayant des agences bancaires, se distinguant de la banque directe qui est une banque sans guichet totalement en ligne.

## Typologie
Au fil du développement des technologies de télécommunications numériques (Minitel, internet, téléphones portables, ordinateurs portables, smartphones) l'accès à des services en ligne ont connu ces dernières années un développement rapide, que cela soit par via des banques déjà établies ou via de nouveaux acteurs bancaires (dits pure players) ayant choisi comme canaux exclusifs de distribution les moyens à distance. La différentiation entre les deux étant souvent maigres, les banques traditionnels rachetant régulièrement de nouveaux acteurs et établissant des filiales dédiés aux services en lignes.

## Histoire

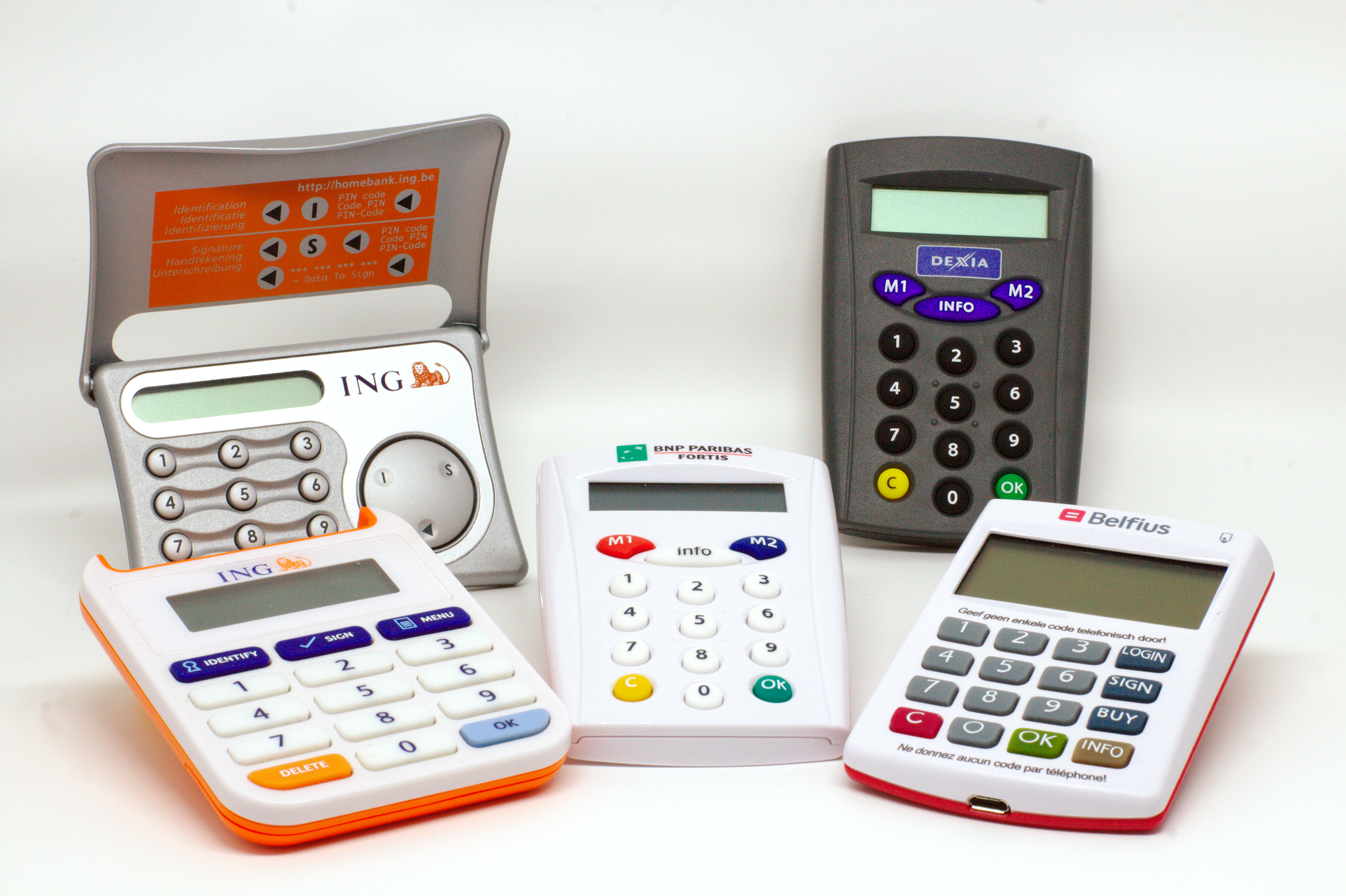
Lecteurs sécurisés de carte bancaire de différentes générations.

La première génération de la banque en ligne offre essentiellement des services de banque d'épargne et de courtage en bourse, sans ouverture de compte bancaire.
En 1985, ouverture du pionnier Cortal, filiale de BNP Paribas, ancêtre de la banque à distance sans agence utilisant principalement le téléphone et le courrier dans la mise en relation client et le Minitel pour les services électroniques (Vidéotex). Cortal, spécialisé dans l'épargne puis le courtage en bourse sera fusionné en 2002 avec l'allemand Consors pour donner naissance à Cortal Consors.  En 1994 avec la création de la première banque en ligne française par la Compagnie bancaire (Groupe Paribas) : Banque Directe.
En 1999 de nouveaux acteurs indépendants entrent sur le marché avec Zebank, financé par Bernard Arnault (LVMH) via sa holding de participation internet Europ@web avec 80 millions d'euros de capital. La banque Dexia représentée par Pierre Richard est devenue l'actionnaire bancaire de référence exigé par la Banque de France à hauteur de 20 % quelques mois plus tard. Zebank est devenue Egg SA en septembre 2002, puis transformée en succursale de Egg plc (en), dans le cadre du passeport européen en mars 2003. La banque BiBop est également créée dans les années 2000, filiale française de l'italien Bipop Carire (en) (Capitalia) avant de perdre son agrément bancaire et de fermer ses portes en France en 2005. Le 21 mars 2000, la filiale française d'ING (filiale du groupe néerlandais ING) est créée.
Capitalisant principalement sur les produits d'épargne à frais d'entrée réduits, cette première génération de banques en ligne avait alors du mal à trouver son marché, demeurait cantonnée dans le rôle de deuxième banque et n'étaient utilisées comme banque principale que par de jeunes cadres urbains ou par des clients sensibles aux technologies de l'information et de la communication. Elles mettaient en général en avant des promotions alléchantes de type "Bonus d'entrée".
La seconde génération de la banque en ligne est marquée par l'arrivée des bancassureurs et la généralisation de l'offre de compte bancaire avec chéquier et carte de paiement (CB, Visa...). Axa acquiert ainsi le pionnier Banque directe en 2002, et la rebaptise Axa banque. AGF Banque est créée, filiale de l'assureur AGF. Groupama Banque est lancée en collaboration avec la Fimatex (Société générale). Les banques traditionnelles investissent à leur tour le secteur de la banque en ligne avec le rachat de Fimatex par la Société générale suivi par l'absorption du portail d'information boursière Boursorama. On assiste à un élargissement de l'offre de produits des principales banques en ligne, du courtage en bourse vers l'épargne puis vers les services bancaires comme Boursorama Banque en 2006 ou Cortal Consors pour devenir des banques en ligne généralistes devenant de véritables alternatives aux banques de réseau.
La troisième génération voit apparaître un modèle hybride avec des Agences bancaires virtuelles au service de banques de réseau traditionnelles telles que e.LCL (Crédit lyonnais) et la NetAgence de BNP Paribas. Elles ont pour objectif de fidéliser les clients traditionnels dans la banque de réseau et éviter de perdre des clients séduits par la banque en ligne, et de bénéficier de l'image de marque de la banque.
En juin 2006, le Crédit mutuel Arkéa fusionne le courtier en bourse Fortuneo avec Symphonis pour former une banque d'épargne en ligne Fortuneo. Les premiers acteurs pure players ayant du mal à trouver un modèle économique rentable, étant soit rachetés, soit fermant boutique comme BiBop, de nouveaux acteurs entrent sur le marché avec le lancement le 8 octobre 2009 par les Caisses régionales de Crédit agricole de BforBank, ayant un positionnement marketing de type mass affluent (en) (vise la clientèle cadres et cadres supérieurs aisés).
En 2022, la banque en ligne ING France arrête ses activités en France et signe un partenariat avec Boursorama Banque pour aider les clients actuels à transiter vers une nouvelle banque en ligne plus simplement et en profitant d'une offre commerciale spécifique,.
Le 20 avril 2022, la banque en ligne française écologique Green-Got est officiellement lancée à tous les pré-inscrits disposant d'un code d'inscription valide. Cette nouvelle entreprise se positionne comme une alternative à Helios.do.
En 2023, Boursorama Banque change de nom pour BoursoBank. La filiale de la Société Générale franchit le cap des 6 millions de clients en France.

## Services
La banque en ligne propose généralement les mêmes services qu'une banque classique, mais sur internet :
- des comptes bancaires, avec possibilité de détention de chéquiers et de cartes de paiement bancaires (ex: CB, Visa, Mastercard) ou d'effectuer des virements bancaires et des prélèvements bancaires ;
- des comptes d'épargne rémunérés, et des livrets d'épargne (livret A, super livrets...) ou des comptes à terme rémunérés en fonction de la durée de détention ;
- des comptes titres pour réaliser des investissements boursiers ou des fonds (sicav, FCP...) au travers de comptes titres ou de plans d'épargne en actions (PEA) ;
- de l'assurance-vie avec des contrats d'assurance vie à frais d'entrée et de gestion réduits ;
- des services bancaires (consultation et gestion de comptes en ligne, par téléphone ou courrier) ;
- obtenir un crédit (crédit immobilier et crédit à la consommation).
- certaines banques en ligne permettent de déposer un chèque ou des espèces dans une agence comme Hello bank! dans les agences BNP Paribas

Les tarifs des banques en ligne sont très souvent moins élevés que les banques de réseau car elles ont moins de frais fixes (pas d'agence, moins de conseillers...). Ainsi, dans la grande majorité des banques en ligne, les cartes bancaires sont gratuites, les opérations courantes réalisées sur internet également. Cependant, il faut vérifier les conditions d'éligibilité des banques en ligne avant d'ouvrir un compte. 

### Activités de la banque en ligne
Les activités bancaires des banques en ligne se font à distance par plusieurs canaux de liaison : internet, téléphone, webcam, courrier. Les contrats peuvent être souscrits totalement en ligne grâce à la signature électronique qui a désormais une reconnaissance légale en France, ou imprimés, et grâce au téléchargement en ligne des documents demandés (pièces d'identité, etc.). Ils peuvent faire l'objet d'une souscription papier avec l'édition automatique d'un contrat ligne (parfois fourni sous forme de fichier PDF), qui doit être imprimé puis envoyé par courrier avec les pièces demandées.
Le dépôt des chèques peut également être effectué en ligne grâce à des bordereaux numériques qui datent l'opération et qui font gagner plusieurs jours dans les dates de valeur. Les chèques sont endossés puis retournés par courrier à la banque en ligne qui en accuse réception et les intègre au relevé de compte.
Les retraits d'espèces sont effectués au moyen d'une carte bancaire (ex: CB, Visa, Mastercard) depuis n'importe quel automate bancaire de retrait. Les fonctionnalités de retrait (plafond journalier ou hebdomadaire de retrait en France et à l'étranger) peuvent être paramétrés depuis le compte en ligne.
Certaines banques en ligne proposent aussi un service dématérialisé de type coffre-fort numérique dans lequel le client peut conserver en sécurité des documents importants numérisés (ex: carte d'identité, passeport, livret de famille, contrats...). La date de dépôt peut être certifiée, ainsi que la conformité à l'original.
Les conseillers bancaires à distance sont joignables par téléphone, mail, webcam, chat ou courrier postal. Les banques en ligne ont généralement des horaires d'ouverture plus amples en journée et le week-end en comparaison des agences bancaires. Attention, les banques en ligne peuvent faire payer les opérations réalisées par téléphone.

### Statut juridique
Les banques en ligne réalisent des opérations bancaires classiques conformément à l'article L311-1 du code monétaire et financier qui donne la définition suivante : « Les opérations de banque comprennent la réception de fonds du public, les opérations de crédit, ainsi que les services bancaires de paiement ».
Les activités des banques en ligne sont soumises aux mêmes règles que le secteur de la bancassurance. Les activités bancaires sont régies par le Code monétaire et financier. Les autorités de tutelle dans le domaine bancaire sont l'Autorité des marchés financiers (AMF), et l'Autorité de contrôle prudentiel (ACP). Elles sont soumises aux règles de contrôle TRACFIN.
Les activités liées à l'assurance (assurance-vie, assurance IARD) sont quant à elles régies par l'ORIAS qui donne un agrément à chaque intervenant.
Leur approche commerciale relève également de la vente à distance et du démarchage, qui font également l'objet de spécificités juridiques, en matière bancaire. Elles peuvent, en outre, utiliser le cadre juridique de l'intermédiation bancaire, en épaulant leur réseau de distribution au moyen d'intermédiaire en opérations de banque et en services de paiement.

### Risques
Comme toute application web fonctionnant par le moyen d'un navigateur web, les clients d'une banque en ligne peuvent théoriquement être exposés à une usurpation d'identité (vol pouvant être causé par la technique des key logger, ou l'orientation (via hameçonnage) vers un site web falsifié. Ce risque est également présent pour les clients interagissant avec leurs banques en ligne via une application mobile. Des compétences minimales concernant l'usage d'Internet et applications mobiles sont recommandées. A noter que ce risque est identique pour les clients de banques traditionnelles qui fournissent également ce type de services.